# Каноничі
Кано́ничі — село в Україні, у Вараському районі Рівненської області, центр Каноницької сільської громади. За переписом 2001 року населення становить 880 осіб.

## Географія
Селом протікає річка Бережанка.

## Історія
Першу письмову згадку про село датують 1583 роком, коли воно належало до володінь Чарторийської княгині Михайлової, старостини житомирської, яка платила від Канонич за 5 димів.
Наприкінці XIX століття належало Ф. Стаховському, у селі було 76 домів і 602 жителі.
У 1906 році село Володимирецької волості Луцького повіту Волинської губернії. Відстань від повітового міста 106 верст, від волості 6. Дворів 96, мешканців 610.

## Населення
Згідно з переписом УРСР 1989 року чисельність наявного населення села становила 919 осіб, з яких 435 чоловіків та 484 жінки.
За переписом населення 2001 року в селі мешкала 871 особа.

### Мова
Розподіл населення за рідною мовою за даними перепису 2001 року:
| Мова       | Чисельність | Відсоток |
| ---------- | ----------- | -------- |
| українська | 872         | 99,09%   |
| російська  | 7           | 0,80%    |
| інші       | 1           | 0,11%    |
| Усього     | 880         | 100%     |

## Каноницька публічно-шкільна бібліотека
Перша бібліотека в с. Каноничі була розміщена в єврейській хаті в 1949 році. Бібліотекарем була Бузянчук Євгенія Лаврентіївна. Згодом було побудовано клуб де була розміщена бібліотека. Бібліотекарями працювали Петрова Тетяна Йосипівна (1951 р.)‚ Шепель Ліда Павлівна (1961р).‚ Жогло Ліда Василівна (1968 р.)‚ Рибачик Галина Іванівна (1969—1987р). Бібліотечний фонд був дуже малим — 5 тисяч книг. Книги закуповувала сільська рада за рахунок бюджету. Значна увага приділялася популяризації сільськогосподарської літератури. В бібліотеці оформляються книжкові виставки, проводяться читацькі конференції, бібліотечні уроки. Бібліотека стала центром проведення всіх масових заходів. Створено школу передового досвіду по пропаганді сільськогосподарських знань. Був сформований повноцінний довідково-інформаційний фонд (ДІФ), у якому містились галузеві енциклопедії, словники, довідники, періодичні видання з питань економіки, техніки та сільського господарства, інформаційні матеріали, зокрема тематичні добірки Рівненського УНТІ. Систематично проводились відкриті перегляди літератури, Дні спеціаліста, Дні інформації, проводились вечори вшанування передовиків колгоспного виробництва. В бібліотеці функціонували книжкові виставки: «За високу якість продукції сільського господарства», «Сьогодні в книзі, завтра на ферму».
В 1973 р. було відкрито теперішній будинок культури. Тут бібліотека розміщена в двох світлих кімнатах. З 1987 р. бібліотекарем працює Рижа Галина Адамівна. У 2014 році завідувачкою бібліотеки стала Рижа Тамара Віталіївна.
В 2002 р. було об'єднано шкільну бібліотеку з сільською. На сьогодні книжковий фонд публічно-шкільної бібліотеки становить 17413 примірників книг. Читачів 550, з них—190 дітей. Бібліотека розміщена в двох приміщеннях: в школі і в будинку культури. Знаходиться в належному стані. Книжковий фонд поповнюється за рахунок державного бюджету програми поповнення бібліотечних фондів. Поряд з традиційними документами фонд бібліотеки представлений і мультимедійними посібниками для вчителів та учнів. В 2003 р. за допомогою голови СВК «Бережанка» придбано 2 комп'ютери, один з комп'ютерів було підключено до мережі Інтернет. В своїй роботі використовуються активні форми популяризації літератури: бібліотечні уроки, віртуальні подорожі, літературні вікторини, години поезії, книжкові огляди, виставки.
Поряд з традиційними документами фонд бібліотеки представлений і мультимедійними посібниками для вчителів і учнів: «Образотворче мистецтво», «Музичне мистецтво», «Математика», «Історія України», «Культура доби Відродження», «Фізика», «Хімія», «Географія материків і океанів», «Світ античної культури», «Всесвітня історія».
Бібліотекаобладнана 4 комп'ютерами з підключенням до мережі Інтернет, 2 одиницями копіювально-розмножувальної техніки, телевізором, DVD-програвачем, цифровофотокамерою, вебкамерою.
Ведеться робота по створенню електронних ресурсів неопублікованих краєзнавчих матеріалів «Історія села», «Історія бібліотеки», «Легенди, перекази», «Народні умільці села».
Створено і постійно наповнюються реферативні бази даних з різноманітних галузей знань: історії України, всесвітньої історії, фізики, культурології, економіки, біології, менеджменту, географії, народознавства, екології.
Публічно-шкільна бібліотека має власну вебсторінку, на які розміщено лінку «Ресурси для вчителів та учнів», «Каталог сучасних педагогічних технологій», «Цікаві особистості села Каноничі», різноманітні вікторини, матеріали краєзнавчого характеру та ін.
Із створенням медіа-центру у Каноницька публічно-шкільна бібліотека перетворились в зручний для користувачів багатофункціональний інтелектуальний центр, стала культурним осередком навчального закладу.

## Відомі люди
- Леончук Ганна Йосипівна — майстриня художнього ткацтва, заслужений майстер народної творчості УРСР.
- Рижий Роман Петрович (нар. 17 січня 1985) — майстер спорту, рекордсмен України з легкої атлетики в метанні диску.
- Купчишин Олексій Кирилович (1916, с. Городець Володимирецького р-ну Рівненської обл. - 15.12.1943, хут. Озірці поблизу с. Каноничі Володимирецького р-ну Рівненської обл.) - сотенний УПА. Псевдо: "Бедришко".